# Omphrina
Los omfrinos (Omphrina) son una subtribu de coleópteros adéfagos  perteneciente a la familia Carabidae. 

## Géneros
Tiene los siguientes géneros:
| - Colfax - Creagris - Dailodontus - Erephognathus - Helluobrochus - Helluomorpha | - Helluomorphoides - Macrocheilus - Meladroma - Omphra - Pleuracanthus - Triaenogenius |